# Pteleon brevicornis
Pteleon brevicornis är en skalbaggsart som först beskrevs av Martin Jacoby 1887.  Pteleon brevicornis ingår i släktet Pteleon och familjen bladbaggar. Inga underarter finns listade i Catalogue of Life.